# 瓦茨拉夫广场

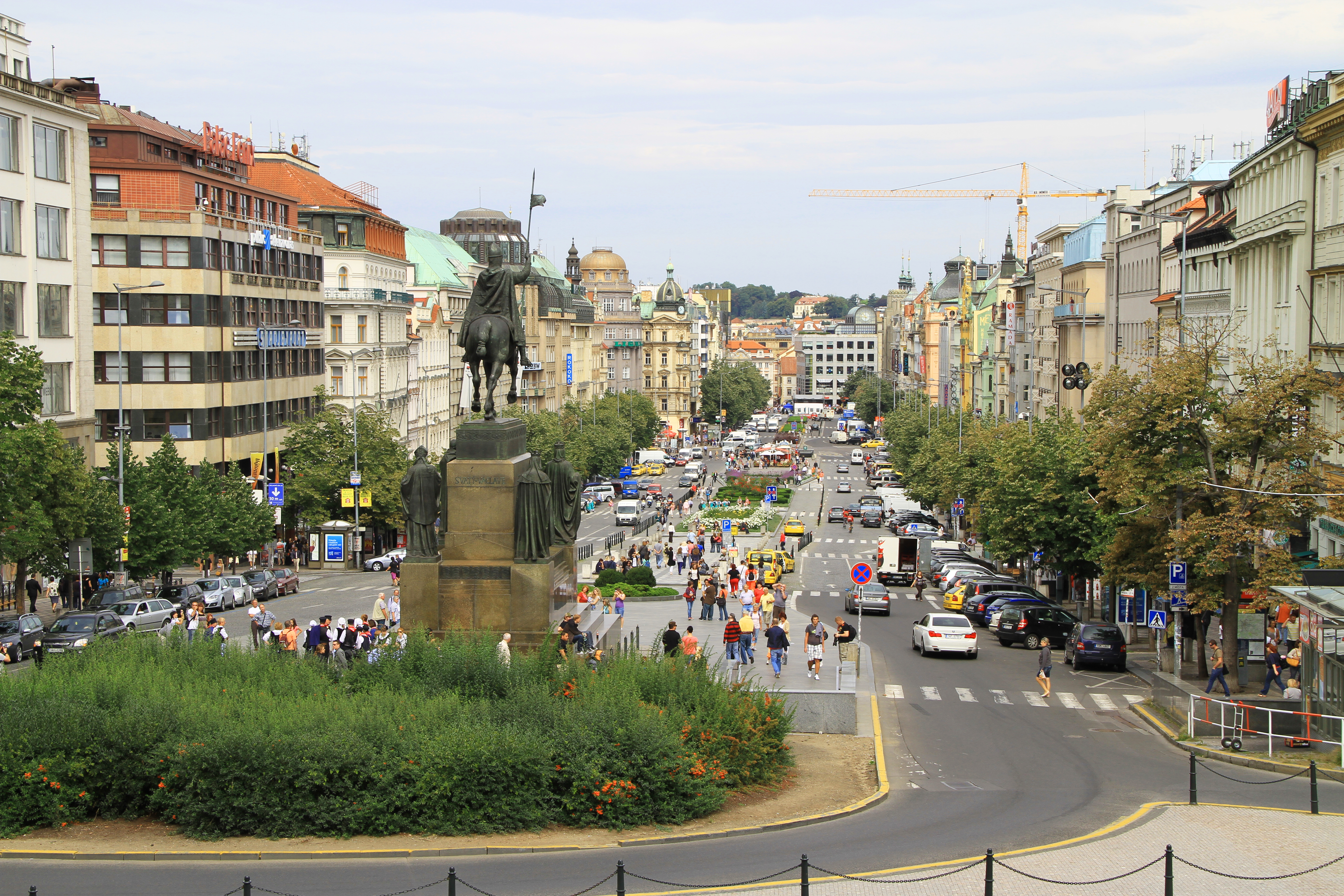
瓦茨拉夫广场

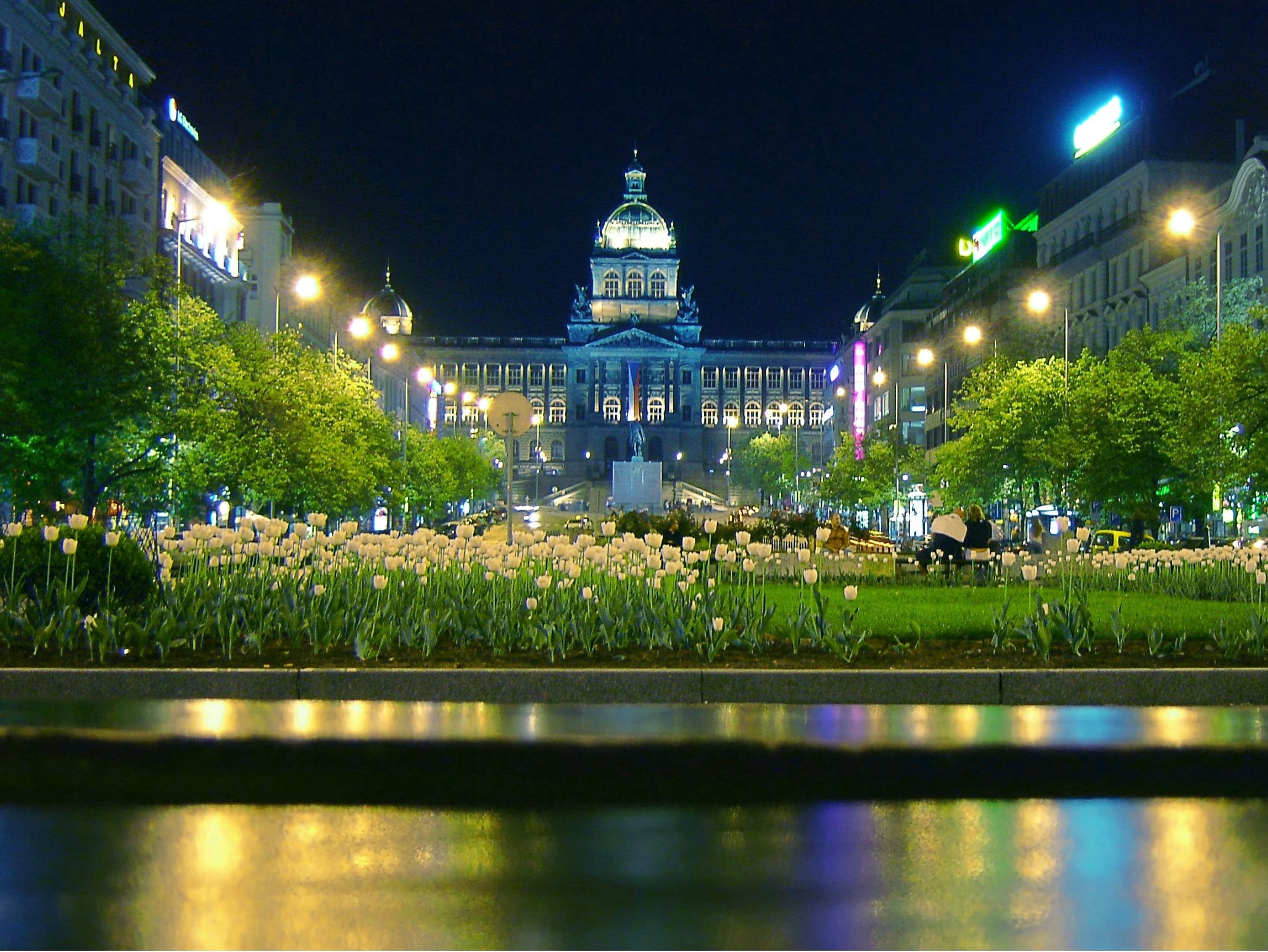
广场与国家博物馆夜景，2005年

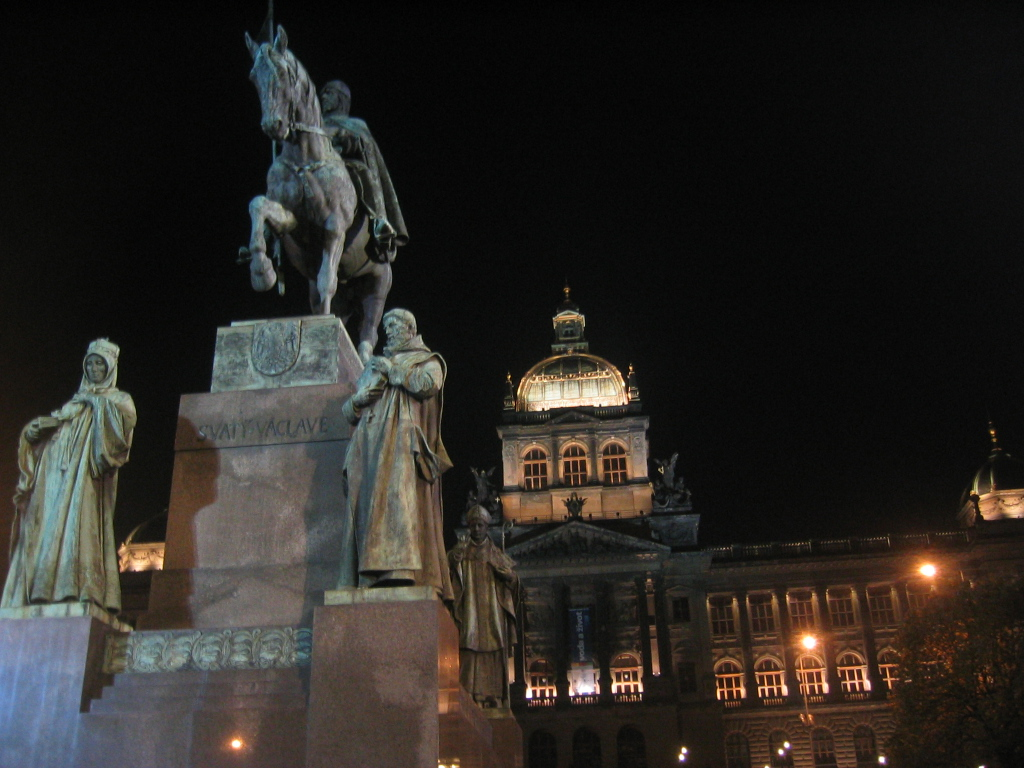
瓦茨拉夫纪念碑和国家博物馆

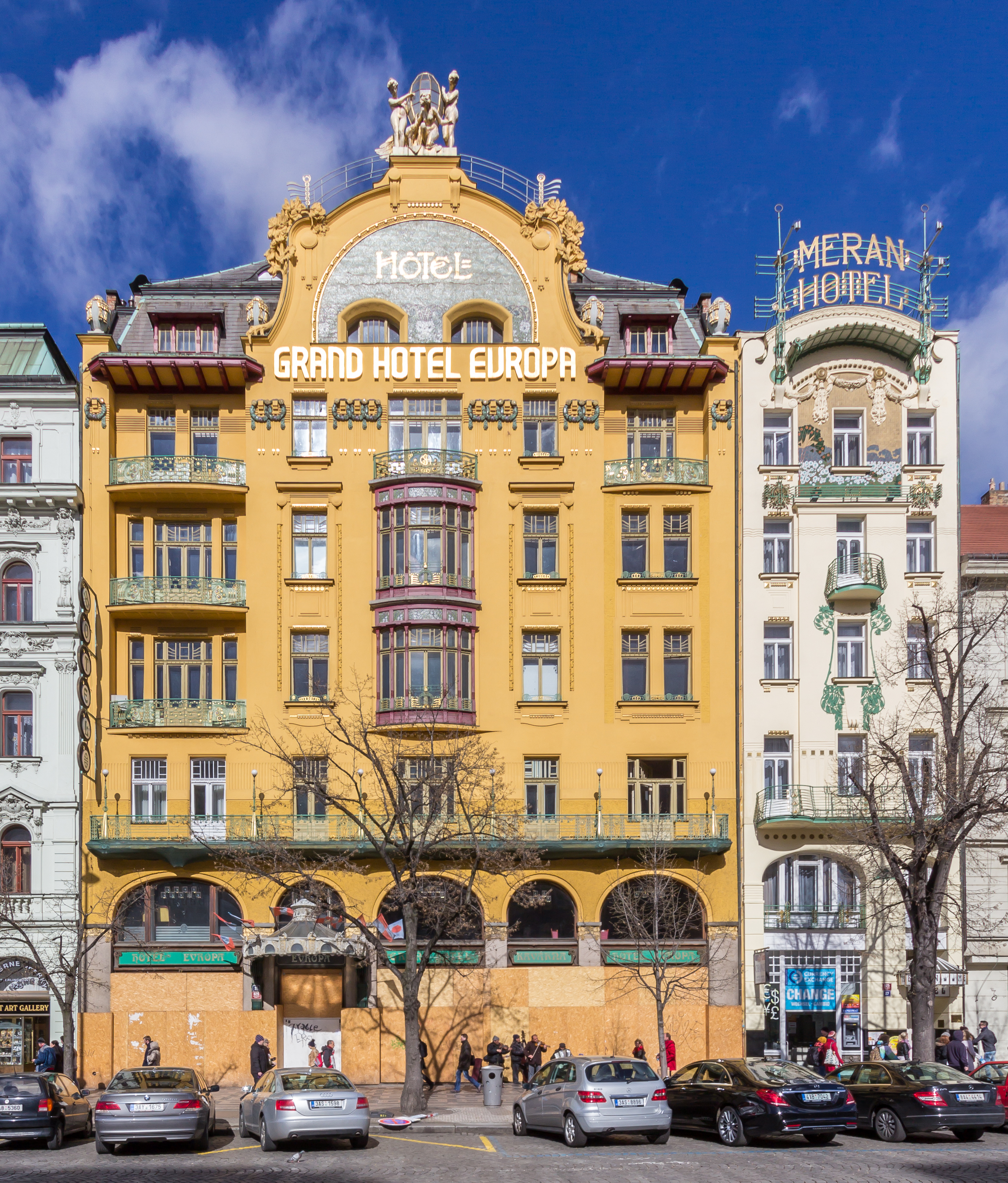
欧洲大饭店

瓦茨拉夫广场 (捷克语：Václavské náměstí）是捷克共和国首都布拉格的主要广场之一，布拉格新城的商业和文化生活的中心。在此曾经发生过许多历史事件，这也是示威、庆典和其他公共集会的传统地点。这个广场得名于波希米亚的主保圣人圣瓦茨拉夫。
瓦茨拉夫广场原名马市广场（捷克语：Koňský trh），在中世纪，此处曾是马匹市场，1848年由于Karel Havlíček Borovský的提议而更名为圣瓦茨拉夫广场（ Svatováclavské náměstí）。

## 概况
瓦茨拉夫广场不太像一个广场，而是更像一条大道，其形状是一个极为狭长的长方形，长750米，宽只有60米，总面积45,000平方米，呈西北–东南走向。广场的东南方地势较高，末端是雄伟的新古典主义建筑——捷克国家博物馆。其西北端则延伸到新城与旧城的边界。
瓦茨拉夫广场上集中了旅馆、写字楼、零售商店、货币兑换摊位和快餐店。让当地人和政府感到尴尬的是，在晚上这里也是妓女拉客的重要地点。广场周边有许多脱衣舞夜总会，使得布拉格成为单身汉聚会的热门地点。

## 历史
1348年，波希米亚国王查理四世创建了布拉格新城，开辟了几个露天市场，其中第二大的是马市（Koňský trh），市场的东南是马门，新城的城墙上的一个城门。19世纪捷克民族复兴运动期间，广场采用了较为高贵的名称，并且修建了雕像。
1918年10月28日，阿洛依斯·伊拉塞克（Alois Jirásek）在圣瓦茨拉夫雕像前宣读捷克斯洛伐克独立宣言。 
纳粹也使用这里进行大型游行。在1945年布拉格起义期间，国家博物馆附近的几座建筑被毁坏，后来改建为百货公司。
1969年1月16日，一名学生杨帕拉（Jan Palach）在瓦茨拉夫广场自焚，抗议苏联在1968年入侵捷克斯洛伐克。
1969年3月28日，在世界冰球锦标赛上，捷克斯洛伐克国家冰球队第二次击败了苏联队。当时该国还在苏联占领之下，这一胜利引发了大型庆祝活动。大约有15万人聚集在瓦茨拉夫广场，与警察发生了小规模冲突。一群密探激起群众袭击了广场上蘇聯民航的布拉格办事处。
在1989年的天鹅绒革命期间，数十万群众在此举行盛大的示威活动。